# San Carlos Alzatate
San Carlos Alzatate è un comune del Guatemala facente parte del Dipartimento di Jalapa.